# Tonadilla
La Tonadilla è una forma musicale vocale di origine spagnola. Di carattere teatrale, si presenta tradizionalmente come un intermezzo operistico, talvolta in forma di dialogo cantato, con personaggi e circostanze perlopiù popolari. In voga nel XIX secolo soprattutto in Spagna e in alcune colonie spagnole come Cuba, ha influenzato il moderno sviluppo della zarzuela, altra forma lirico-teatrale tipicamente spagnola.